# Distrito de Puno
El distrito de Puno es uno de los quince que conforman la provincia homónima ubicada en el departamento de Puno en el Sur del Perú. Es el distrito más poblado de la provincia.
Desde el punto de vista jerárquico de la Iglesia católica forma parte de la Diócesis de Puno en la Arquidiócesis de Arequipa.

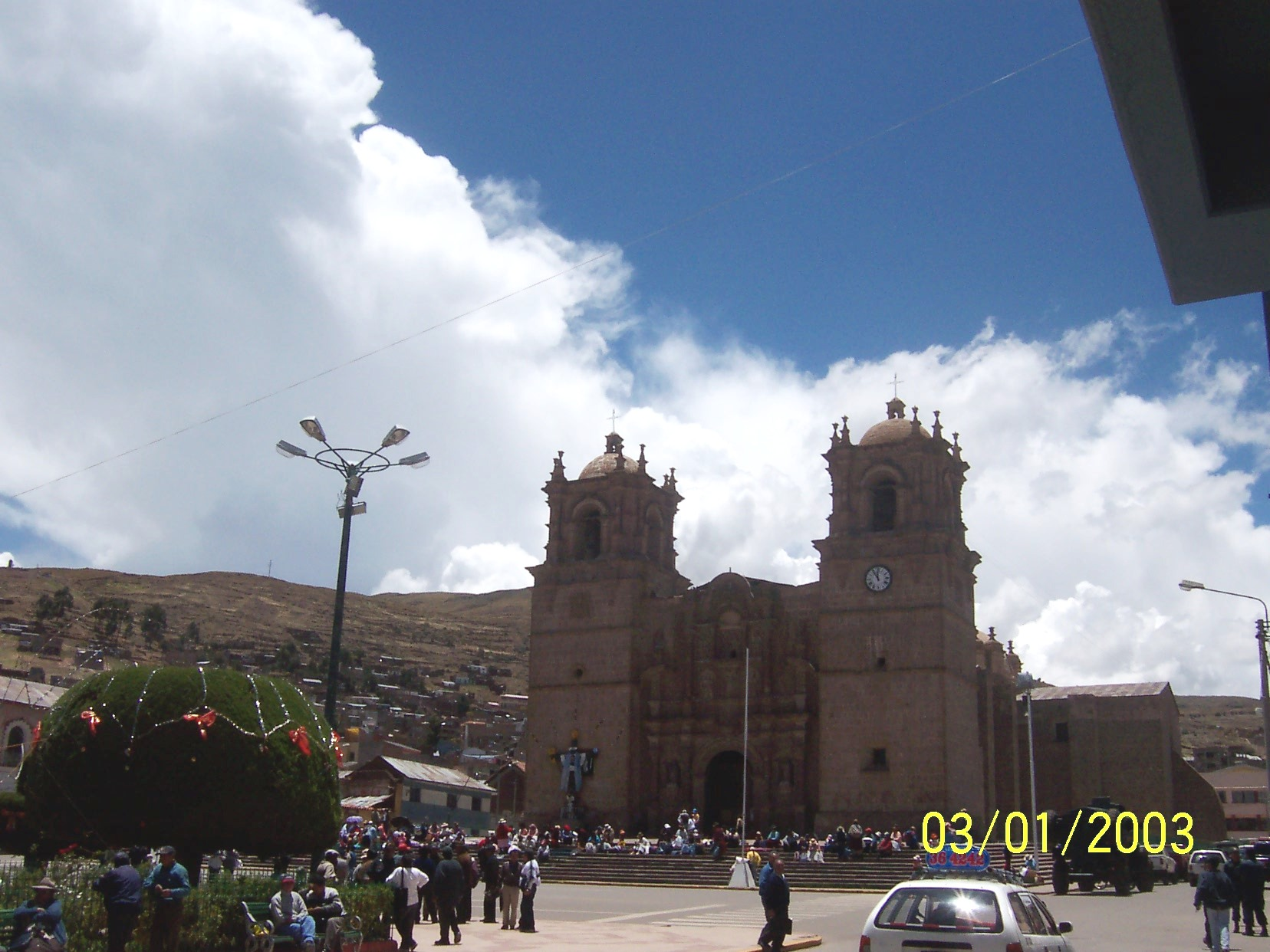
Catedral de Puno.

## Ubicación geográfica
Ubicado en el altiplano a una altitud de 3 848 m sobre el nivel del mar, a orillas del Lago Titicaca.unos de los lugares más alto del mundo

## División administrativa

### Centros poblados
- Alto Puno
- Collacachi
- Ichu
- Jayllihuaya
- Salcedo (próximamente distrito)
- Uros-Chulluni

### Barrios
- Barrio Santiago de Chejoña
- Barrio Ricardo Palma
- Barrio Alto Bellavista
- Barrio Azoguini
- Barrio Bellavista
- Barrio Chanu Chanu
- Barrio Huajsapata
- Barrio Independencia
- Barrio Laykakota
- Barrio Machallata
- Barrio Miraflores
- Barrio Porteño
- Barrio San Antonio
- Barrio Santa Rosa
- Barrio San Martin
- Barrio Victoria
- Barrio Mañazo
- Barrio Alto Mañazo
- Barrio Orkapata
- Barrio Alto Orkapata
- Urb. Vista Alegre
- Urb. BMTH
- Barrio Manto
- Barrio Llavini
- Barrio Alto Llavini
- Barrio César Vallejo
- Barrio Magisterial
- Barrio Progreso
- Barrio San José
- Barrio Simón Bolívar

## Hitos urbanos
Destaca su centenaria Plaza de Armas, su hermoso templo colonial y sus pintorescas calles empedradas.

## Autoridades

### Municipales
- 2019 - 2022
  - Alcalde: Martín Ticona Maquera, del Movimiento de Integración por el Desarrollo Regional (Mi Casita).
  - Regidores:

  1. Jorge Quispe Apaza (Movimiento de Integración por el Desarrollo Regional (Mi Casita))
  2. Rogelio Pacompia Paucar (Movimiento de Integración por el Desarrollo Regional (Mi Casita))
  3. Wilma Yanet Arizapana Yucra (Movimiento de Integración por el Desarrollo Regional (Mi Casita))
  4. Eliana Mazuelos Chávez (Movimiento de Integración por el Desarrollo Regional (Mi Casita))
  5. Adolfo Pérez Pérez (Movimiento de Integración por el Desarrollo Regional (Mi Casita))
  6. Eddy Narciso Larico Tintaya (Movimiento de Integración por el Desarrollo Regional (Mi Casita))
  7. Juan José Yucra Quispe (Movimiento de Integración por el Desarrollo Regional (Mi Casita))
  8. Yannina Mitza Arias Huaco (Poder Andino)
  9. Richar Leandro Tipo Quispe (Poder Andino)
  10. José Domingo Calisaya Mamani (Frente Amplio para el Desarrollo del Pueblo)
  11. Carmelo Alejo Mayta (Frente Amplio para el Desarrollo del Pueblo)

## Turismo
La ciudad de Puno, cuenta con numerosos atractivos turísticos, como son:
- Lago Titicaca
- Balcón Conde de Lemus.
- Arco Deustua.
- Cerrito de Huajsapata.
- Mirador Kuntur Wasi.
- Mirador Puma Uta.
- Malecón Ecoturístico Bahia de los Incas.
- Pinturas rupestres en el Centro Poblado de Salcedo.
- Parque Manuel Pino.
- Islas flotantes de los uros.
- Isla Esteves.
- Cerro Cancharani.
- Museo Carlos Dreyer

## Festividades
- Febrero
  - Fiesta de la Candelaria